# Skjoldbjerg Kirke
Skjoldbjerg Kirke ligger i landsbyen Skjoldbjerg ca. 5 km syd for Billund (Region Syddanmark). Kirken er opført i romansk middelalderstil i perioden 1919-21 efter tegninger af arkitekt Harald Lønborg-Jensen.